# Altoparadisium
Altoparadisium, biljni rod iz porodice trava. Pripada mu dvije vrste trajnica iz Brazila i Bolivije
Rod je opisan 2001.

## Vrste
1. Altoparadisium chapadense Filg., Davidse, Zuloaga & Morrone
2. Altoparadisium scabrum (Pilg. & Kuhlm.) Filg., Davidse, Zuloaga & Morrone